# Барио Абахо (Сантијаго Љано Гранде)
Барио Абахо (шп. Barrio Abajo) насеље је у Мексику у савезној држави Оахака у општини Сантијаго Љано Гранде. Насеље се налази на надморској висини од 70 м.

## Становништво
Према подацима из 2005. године у насељу је живело 6 становника.

### Хронологија
| Година       | 2000 | 2005 |
| ------------ | ---- | ---- |
| Становништво | 4    | 6    |

### Попис
| # | Индикатор                        | Вредност |
| - | -------------------------------- | -------- |
| 1 | Укупно појединачних домаћинстава | 1        |